# Cantó de La Lobèra
El cantó de La Lobèra és un cantó francès del departament dels Alts Pirineus, situat al districte de Tarba. Té 8 municipis i el cap cantonal és La Lobèra.

## Municipis
- Hòrgas
- Arcisac d'Ador
- Hins
- La Lobèra
- Momeras
- Audòs
- Sent Martin
- Soas

## Història
| Data d'elecció                           | Identitat                | Partit | Qualitat |
| ---------------------------------------- | ------------------------ | ------ | -------- |
| 1988-2001                                | Michel Barrouquère-Theil | PCF    |          |
| 2001-                                    | Gérard Boube             | PS     |          |
| les dades anteriors no són pas conegudes |                          |        |          |
|                                          |                          |        |          |

## Demografia
| 1962  | 1968  | 1975  | 1982  | 1990   | 1999   | 2006   |
| ----- | ----- | ----- | ----- | ------ | ------ | ------ |
| 4.990 | 5.678 | 7.645 | 9.148 | 10.134 | 10.264 | 10.769 |